# Исхак-бей Караманид
Исха́к-бей (тур. Ishak Bey; умер после 1465/1466) — правитель части бейлика Караманидов (Караманогуллары) в Анатолии.

## Биография
Исхак-бей был старшим сыном Ибрагима-бея и рабыни. По словам путешественника Бертрандона де ла Брокьер, посетившего Караман и встречавшегося и с Ибрагимом, и с Исхаком, Ибрагим приказал убить мать Исхака. Ещё шестеро сыновей у Ибрагима было от дочери Мехмеда I. Османские источники сообщали, что Ибрагим не любил своих сыновей, в жилах которых текла османская кровь, и планировал сделать наследником Исхака. Ещё при жизни Ибрагим передал Исхаку свою казну, дал в управление Ич-иль (Киликию) и назначил для проживания город Силифке. Другие сыновья посчитали себя оскорблёнными. Когда в 1463/1464 году отец серьёзно заболел, один из сыновей Ибрагима от османской принцессы, Пир Ахмет, осадил Исхака с отцом в Конье. Ибрагим-бею с Исхаком пришлось бежать, а Пир Ахмет провозгласил себя правителем. Старый правитель умер по дороге в крепость Гевела, Пир Ахмет доставил его тело в Ларинду и похоронил возле его имарета.
Исхак-бей стал править частью бейлика из Силифке, а под властью его брата находилась большая часть со столицей в Конье. Таким образом, бейлик Караманогуллары был разделён на две части. Пир Ахмет отправился к своему кузену, Мехмеду Завоевателю за помощью против брата. С другой стороны, Исхак-бей послал к Мехмеду посланника с предложением отдать султану города Акшехир и Бейшехир и просьбой не помогать Пир Ахмету. Мехмед ответил, что и так владеет этими городами, и что для заключения договора с Исхаком он хочет «территорию ниже реки Чхаршенбесу и восстановить границу своего королевства, как при Баязиде I». Исхак-бей отказался, и султан приказал санджакбею Анталии Хамзе-бею вторгнуться в Караман.
Исхак-бей просил о помощи мамлюкского султана, но не получил её. Тогда Исхак отправился к правителю Ак-Коюнлу Узун Хасану, оставив свою семью в Силифке, поскольку понимал, что не может сражаться в одиночку. Узун-Хасан лично отправился из Эрзинджана в Сивас для встречи с Исхаком, а затем возглавил поход на Караман. Османская армия и армия Исхака и Узун-Хасана встретились в Эрменеке (или, по другим сведениям, в Дагпазари). Исхак-бей был полностью побеждён. По мнению немецкого ориенталиста Й. Крамера, Исхак бежал и укрылся у Узун-Хасана и вскоре умер.
Согласно Й. Хаммеру, Исхак сначала бежал в Киликию, где укрылся со своей женой и детьми в Силифке. В 1466 году Мехмед вернулся с армией в Караман, изгнал из Коньи Пир-Ахмеда за его связи с Узун-Хасаном и послал Махмуда-пашу для захвата Ларинды, где на тот момент находился Исхак-бей. После ожесточённой битвы, которую Исхак-бей проиграл, он бежал к Узун-Хасану, за что его сторонники, попавшие в плен, были убиты.
Таким образом, борьба между братьями привела к падению династии.